# Наогаон
Наогаон (бенг. নওগাঁ) — город и муниципалитет на северо-западе Бангладеш, административный центр одноимённого округа и подокруга Наогаон-Садар. Площадь города равна 37,03 км². По данным переписи 2001 года, в городе проживало 123 101 человек, из которых мужчины составляли 51,78 %, женщины — соответственно 48,22 %. Уровень грамотности взрослого населения составлял 48,5 % (при среднем по Бангладеш показателе 43,1 %).